# Wybory parlamentarne w Libanie w 1964 roku
Wybory parlamentarne w Libanie odbyły się w kolejne niedziele pomiędzy 5 kwietnia a 3 maja 1964 roku. Wybory odbyły się po decyzji prezydenta Szihaba o rozwiązaniu wybranego w 1960 roku parlamentu. W związku z tą decyzją 19 lutego Raszid Karami zgłosił rezygnację. Prezydent mianował rząd tymczasowy (na jego czele stanął Hussajn Oueini), w celu przeprowadzenia wyborów.
Po wyborze nowego parlamentu Hussajn Oueini utworzył kolejny tymczasowy gabinet, którego zadaniem było przeprowadzenie wyborów prezydenckich.